# Anton Ausserer
Anton Ausserer (født 5. juli 1843, død 20. juli 1889) var en østrigsk naturforsker med speciale i edderkopper.

## Værker (udvalg)
- 1867. "Die Arachniden Tirols nach ihrer horizontalen und verticalen Verbreitung, 1." Verhandlungen der kaiserlich-königlichen zoologisch-botanischen Gesellschaft. Wien, 17:137–170.
- 1871. "Beiträge zur Kenntniss der Arachniden-Familie der Territelariae Thorell (Mygalidae Autor)". Verhandlungen der kaiserlich-königlichen zoologisch-botanischen Gesellschaft. Wien, 21:184-187.
- 1875. "Zweiter Beitrag zur Kenntnis der Arachniden-Familie der Territelariae Thorell (Mygalidae Autor)". Verhandlungen der kaiserlich-königlichen zoologisch-botanischen Gesellschaft. Wien, 25:125-206.